# Rajd 1000 minut 1970
Rajd der 1000 Minuten 1970 (7. Rallye der 1000 Minuten) – 7. edycja rajdu samochodowego Rajd der 1000 Minuten rozgrywanego w Austrii. Rozgrywany był od 16 do 18 października 1970 roku. Była to dziewiętnasta runda Rajdowych Mistrzostw Europy w roku 1970.

## Klasyfikacja rajdu
| Miejsce                      | Kierowca                     | Pilot                        | Samochód                     | Czas                         | Strata                       |                              |
| Klasyfikacja generalna i ERC | Klasyfikacja generalna i ERC | Klasyfikacja generalna i ERC | Klasyfikacja generalna i ERC | Klasyfikacja generalna i ERC | Klasyfikacja generalna i ERC | Klasyfikacja generalna i ERC |
| ---------------------------- | ---------------------------- | ---------------------------- | ---------------------------- | ---------------------------- | ---------------------------- | ---------------------------- |
| 1.                           | Simo Lampinen                | Mario Mannucci               | Lancia Fulvia 1.6 Coupé HF   | 1:14:37                      | 0.0                          |                              |
| 2.                           | Günther Janger               | Walter Wessiak               | Porsche 911 S                | 1:15:34                      | +57                          |                              |
| 3.                           | Alcide Paganelli             | Ninni Russo                  | Fiat 124 Sport Spider        | 1:15:49                      | +1:12                        |                              |
| 4.                           | Harry Källström              | Gunnar Häggbom               | Lancia Fulvia 1.6 Coupé HF   | 1:18:49                      | +4:12                        |                              |
| 5.                           | Gernot Fischer               | Klaus Rader                  | Volkswagen Käfer 1302 S      | 1:19:03                      | +4:26                        |                              |
| 6.                           | Richard Bochnicek            | Sepp-Dieter Kernmayer        | Citroën DS 21                | 1:19:50                      | +5:13                        |                              |
| 7.                           | Luciano Trombotto            | Gino Macaluso                | Fiat 124 Sport Spider        | 1:22:45                      | +8:08                        |                              |
| 8.                           | Victor Dietmayer             | Hans Peter Moser             | BMW 2002 Ti                  | 1:23:52                      | +9:15                        |                              |
| 9.                           | Walter Pöltinger             | Johan-Hans Hartinger         | Porsche 914/6                | 1:24:33                      | +9:56                        |                              |
| 10.                          | F.M. Kerschbaumer            | R. Sedlacek                  | BMW 2002 Ti                  | 1:25:49                      | +11:12                       |                              |